# Christian Gergils
Carl Gunnar Christian Gergils, född 3 januari 1967 i Ljungs församling, Göteborgs och Bohus län, är en svensk liberal idédebattör, politiker, författare och hästutbildare, tidigare ordförande i Fria Moderata Studentföreningen i Stockholm tillika en av grundarna av Frihetsfronten. Gergils har sedan han lämnade nyliberalismen i mitten av 1990-talet senare kritiserat vad han kallar en socialdarwinistisk och elitistisk tendens inom denna. 
Han är son till Håkan Gergils.

## Biografi
2002 bildade Gergils tillsammans med bland andra Jean-Pierre Barda och Dick Erixon partiet Fria Listan, som ställde upp i riksdagsvalet 2002. Partiet lades ner efter valet. 
Gergils vann dokusåpan Farmen skärgården i TV4 hösten 2004 och skrev därefter boken "Respekt!", där han beskriver sina erfarenheter från inspelningarna. I boken riktar han även stark kritik mot den svenska välfärdsstaten, som han anser symboliseras av den uppdelning mellan vissa personer som latar sig och "ligger på bryggan och solar" och andra som anstränger sig och bidrar till det gemensamma bästa. Denna samhällstendens, menar Gergils i boken, kom att tydliggöras i dokusåpan Farmen Skärgården.
Mellan 2006 och 2011 drev Gergils tillsammans med sin familj ett vårdföretag med psykiatrisk vård i kombination med hästhållning. Verksamheten hade vårdavtal med Stockholms läns landsting.
Gergils var en period aktiv i Kristdemokraterna. Han motiverade sitt partival med att Kristdemokraterna under Göran Hägglunds ledning hade moderniserats och blivit ett mer frihetligt, tolerant och brett kristdemokratiskt parti av kontinental typ. Gergils offentliggjorde sitt engagemang i en artikel i Dagens Nyheter. Han lyfte fram att Kristdemokraterna numera har naturrätten som sin ideologi, och förutspådde att partiet kan komma att bli en viktig maktfaktor inom alliansen, efter att partiledarstriden har avgjorts och Göran Hägglund får förtroende att leda partiet med David Lega istället för Mats Odell i partiledningen. Valet av Lega istället för Odell blev också partiets beslut på Rikstinget i Västerås den 28 januari 2012.